# Kantunil (kommun)
Kantunil är en kommun i Mexiko.   Den ligger i delstaten Yucatán, i den östra delen av landet, 1 100 km öster om huvudstaden Mexico City. Antalet invånare är 5 502. Arean är 153 kvadratkilometer.
Terrängen i Kantunil är mycket platt.
Följande samhällen finns i Kantunil:
- Kantunil